# 48 Весов
48 Весов (лат. 48 Librae), FX Весов (лат. FX Librae), HD 142983 — одиночная переменная звезда в созвездии Весов на расстоянии приблизительно 434 световых лет (около 133 парсеков) от Солнца. Видимая звёздная величина звезды — от +4,96m до +4,74m.

## Характеристики
48 Весов — бело-голубой гигант, эруптивная переменная звезда типа Гаммы Кассиопеи (GCAS) спектрального класса B5IIIpe или B3Vsh. Масса — около 6,07 солнечных, радиус — около 4,12 солнечных, светимость — около 1100 солнечных. Эффективная температура — около 21380 К.